# Сент-Бис (мыс)
Сент-Бис или Сейнт-Бис(англ. St Bees Head) — мыс на северо-западном побережье английского графства Камбрия и назван в честь одноименной близлежащей деревни.
Мыс является самой западной точкой Северной Англии и местом расположения Сент-Бисского маяка. Во время Второй мировой войны на мысе работала радиолокационная станция, некоторые здания которой все еще можно увидеть рядом с маяком. Здание противотуманной сирены находится к западу от маяка, но теперь оно заброшено. Маяк все еще работает, но автоматически. Рядом есть карьер, из которого до сих пор добывают песчаник.

## Галерея

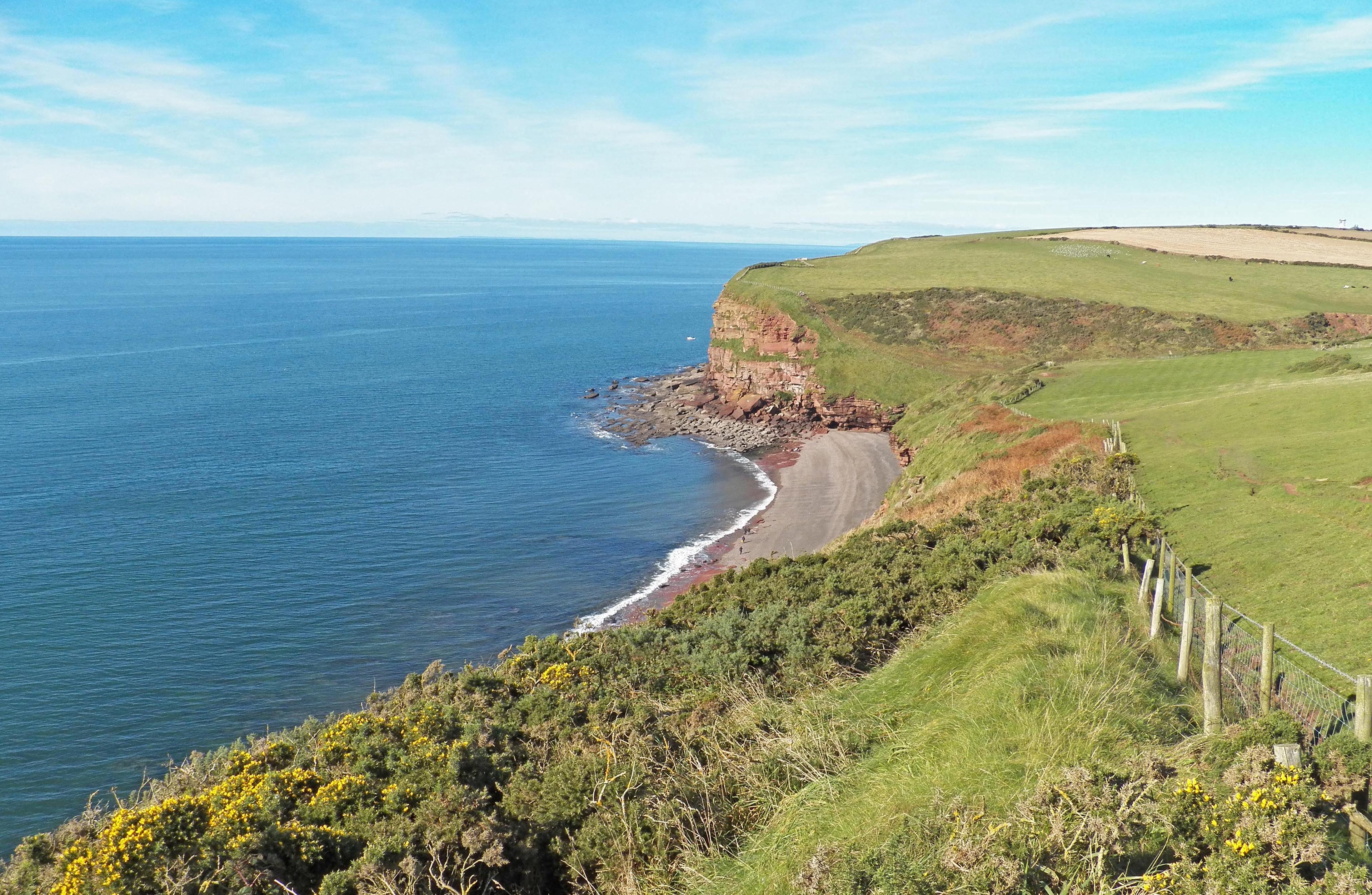
Северная сторона мыса
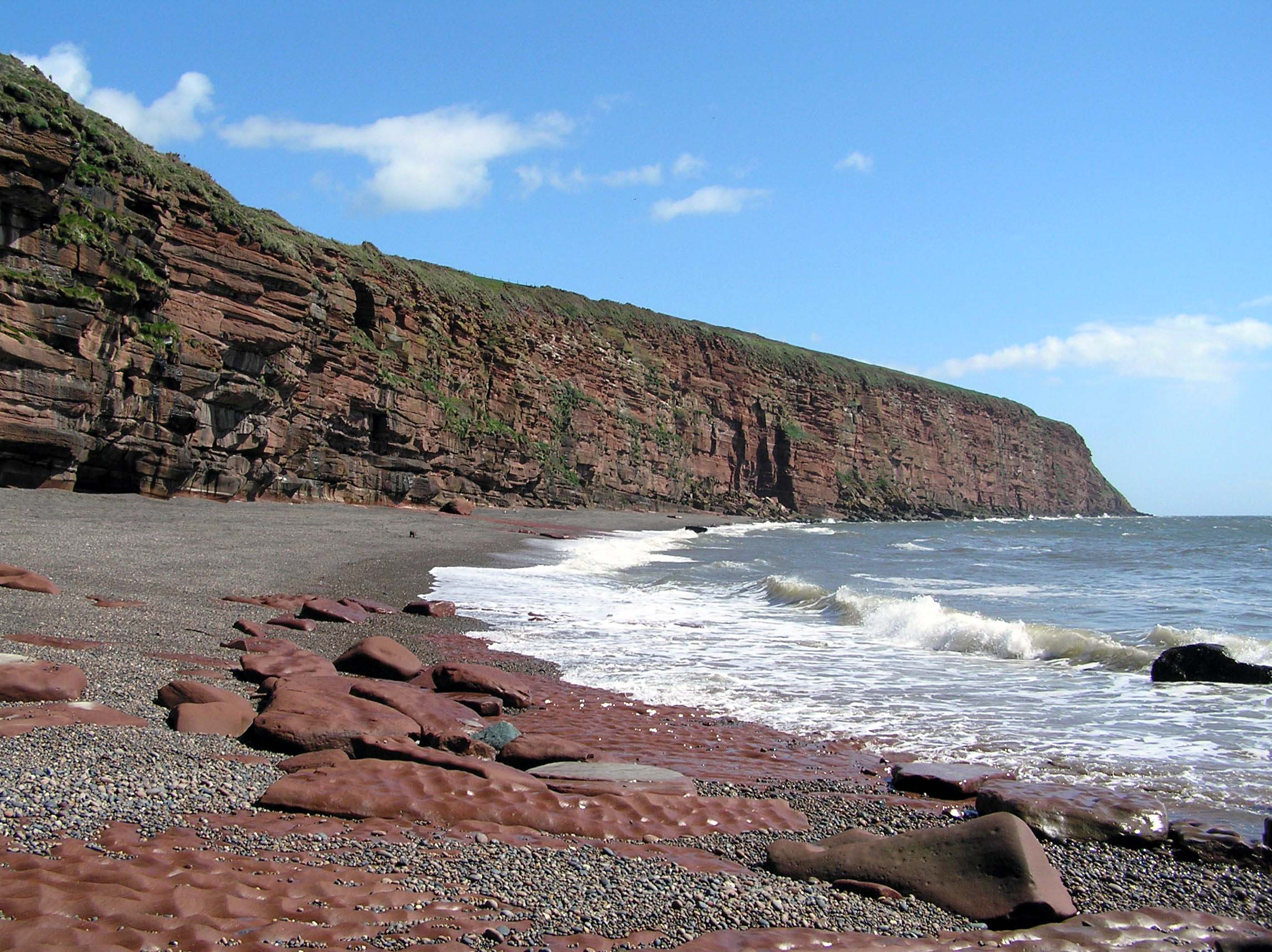
залив Fleswick, вид с юга
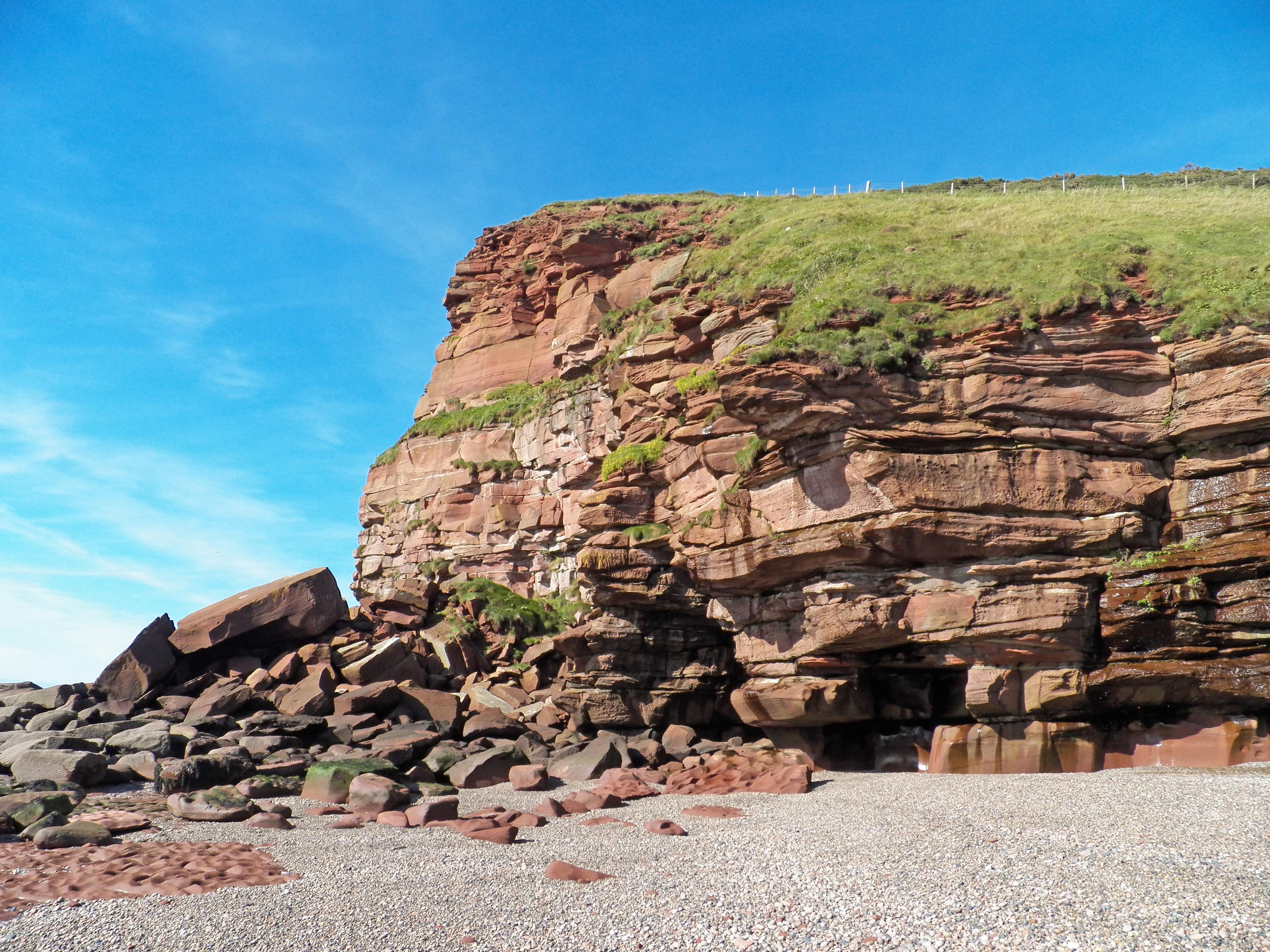
Север залива Fleswick
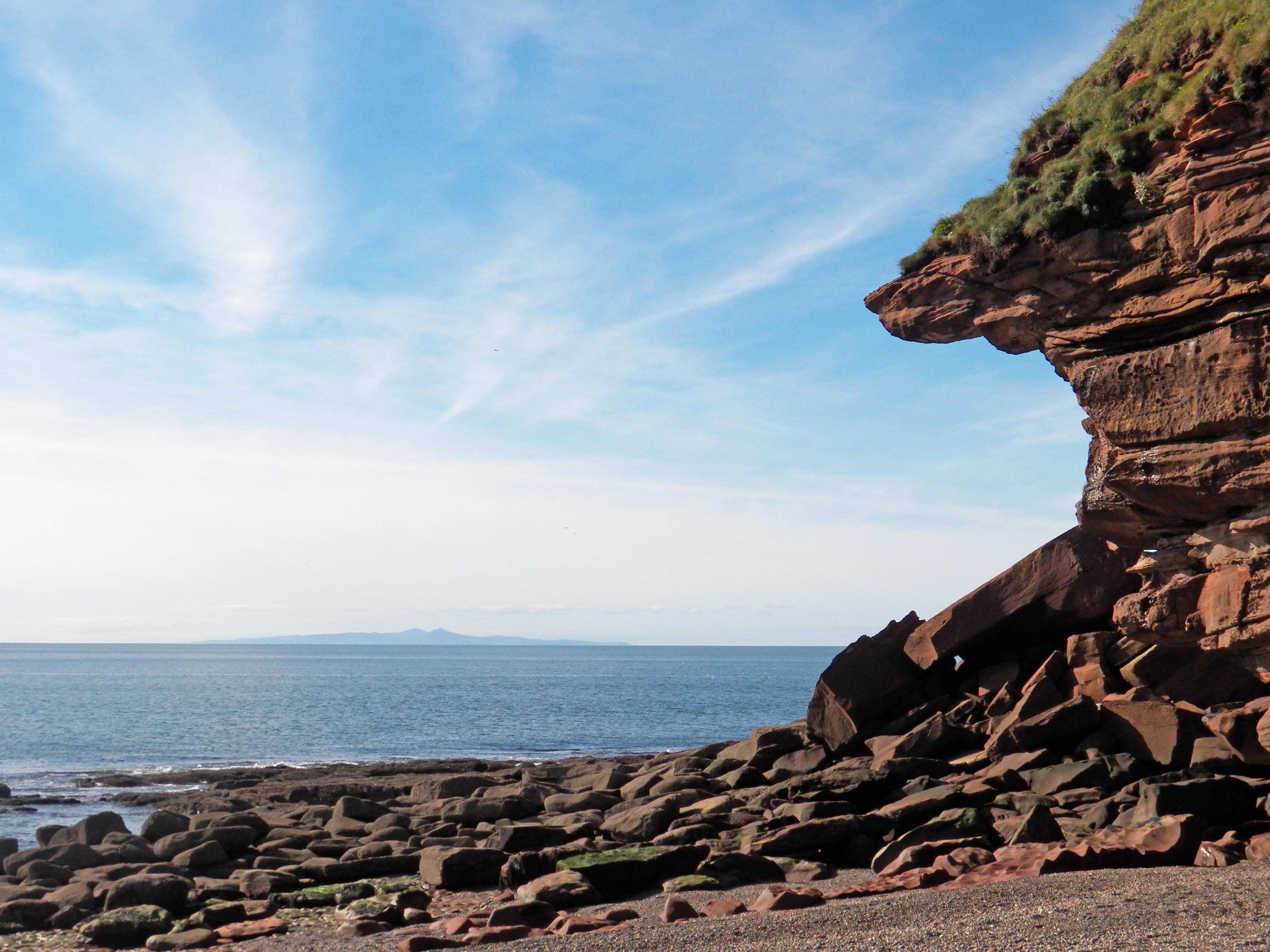
Остров Мэн
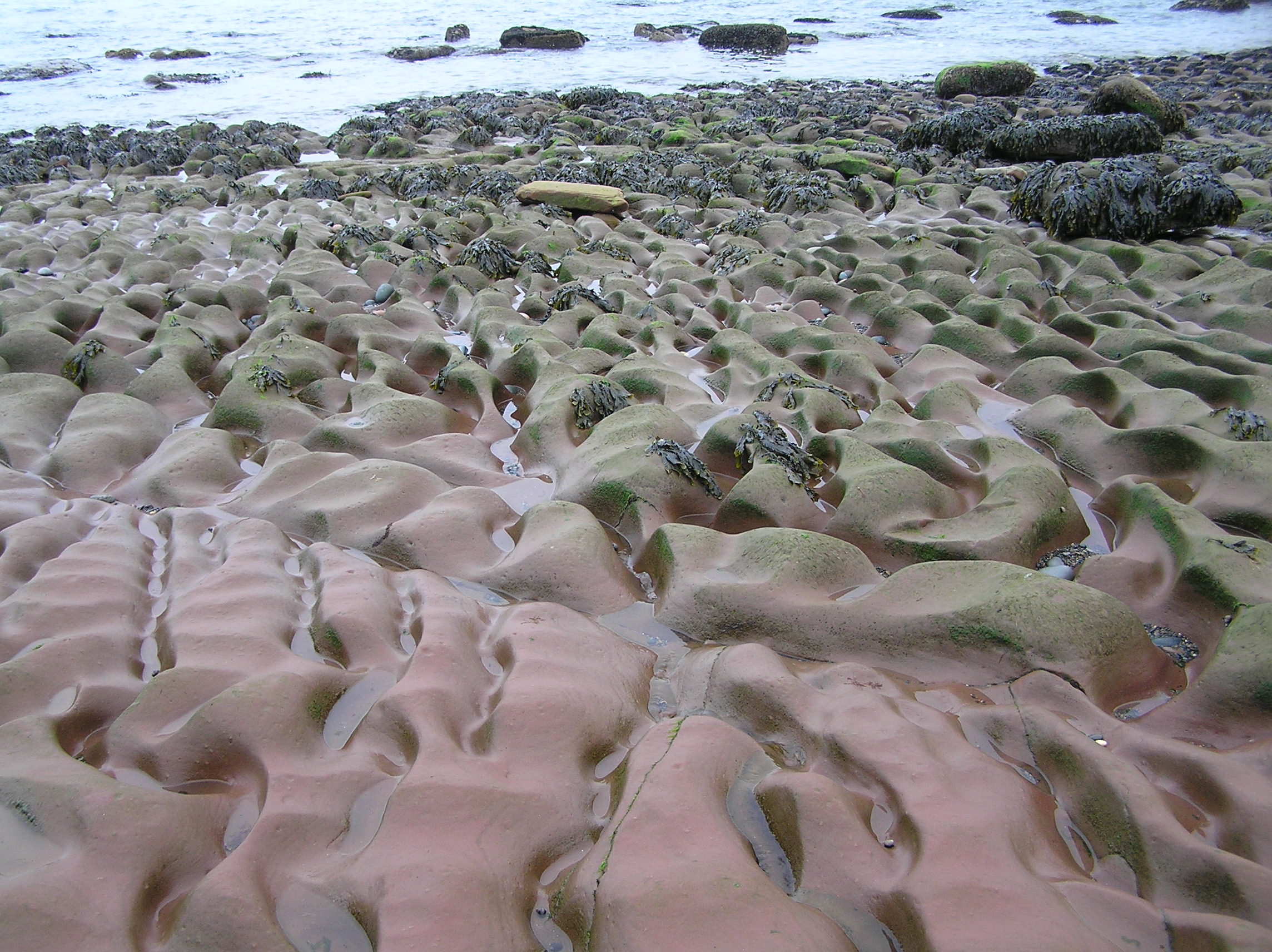
залив Fleswick
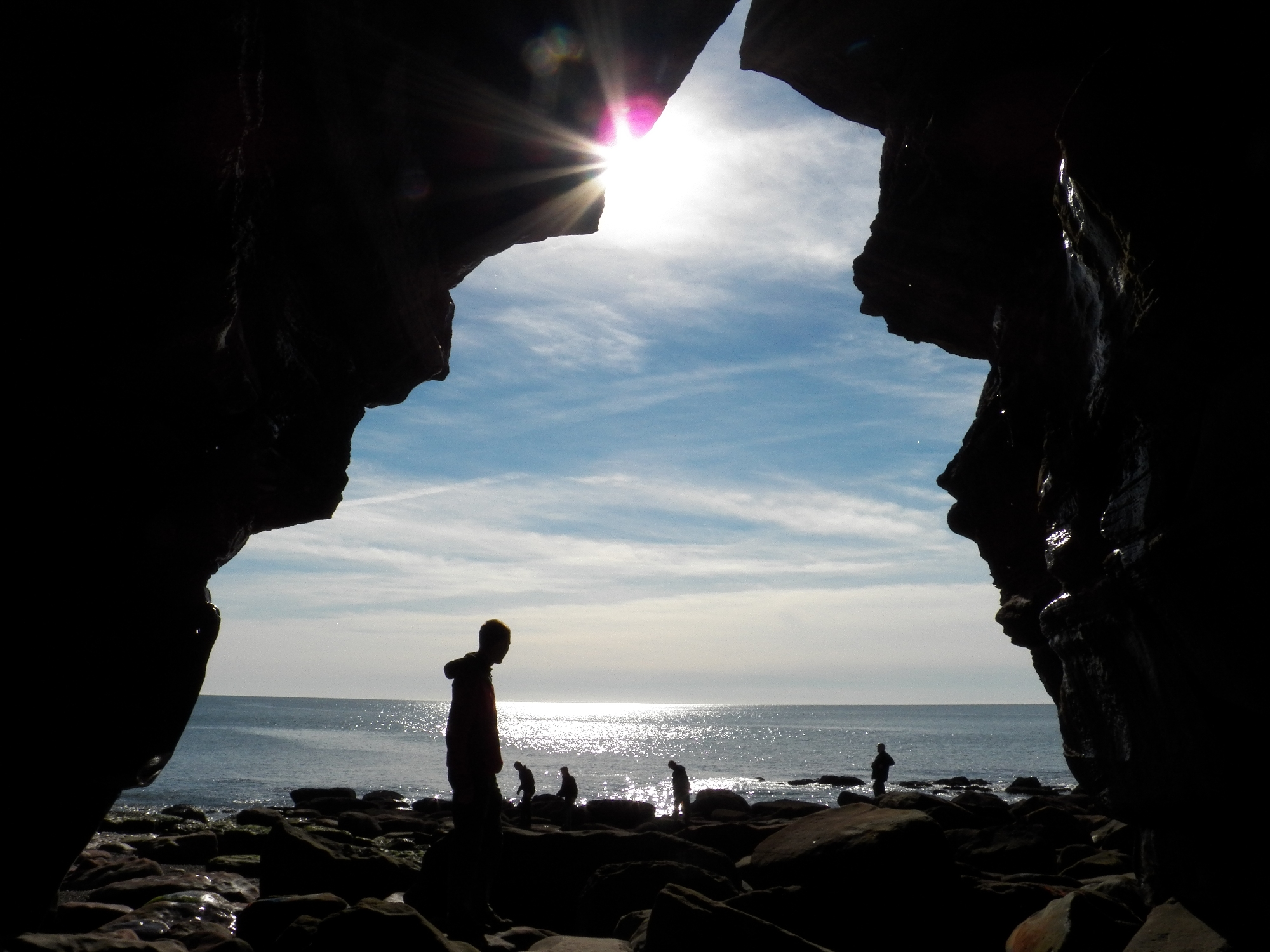
Пещера в заливе
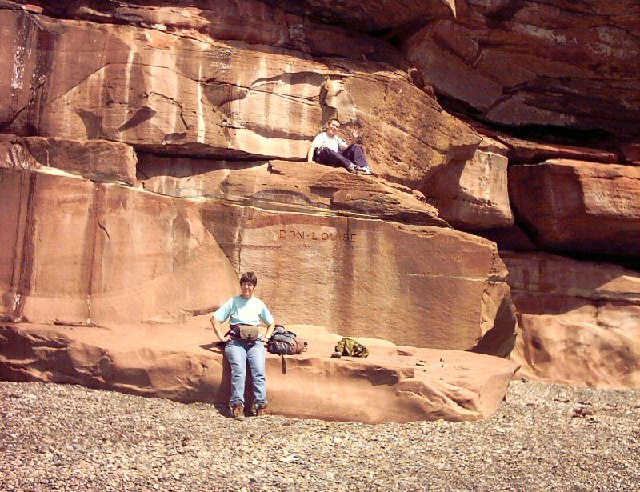
Песчаник
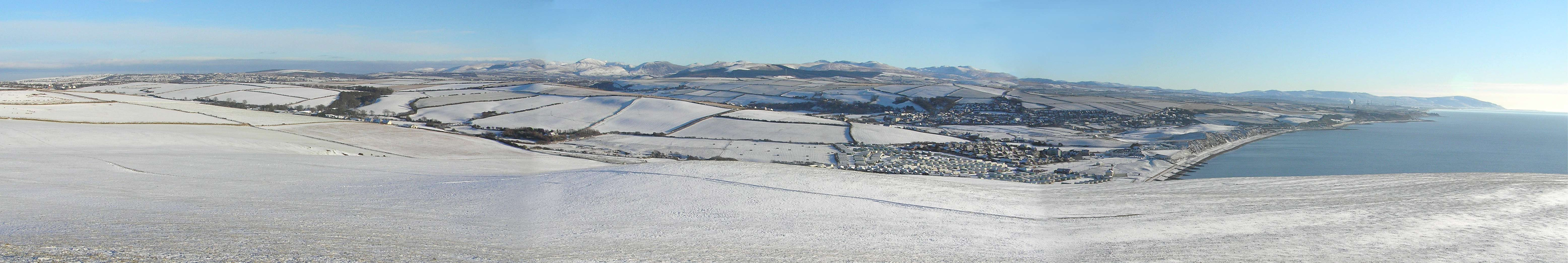
панорама с юга мыса